# Георги Бояджиев (музикант)
Георги Николов Боояджиев e български музикант, етномузиколог и преподавател, пропагандатор на българската народна музика.

## Биография
Роден е на 27 май 1912 г. в гр. Сливен. Средното си образование завършва в гимназията на родния си град през 1933 г. През 1933 г. се записва в Свободния университет в София, но не го завършва, тъй като започва професионално да се занимава с музика. Завършва музикална педагогика през 1962 г.
През октомври 1944 г. заминава доброволец на фронта. Награден е с орден за храброст – II степен. След завръщането си от фронта за известно време работи в банка, след което напуска и започва работа като акордеонист при Радио София.
В периода 1946 – 1972 г. е отговорен редактор на редакция „Народна музика“ и постоянен член на фолклорната комисия към Комитета за изкуство и култура. Под негово ръководство се извършва активна издирвателна и събирателна дейност, допринасяйки за многобройните записи на битови, хайдушки, възрожденски и др. песни, на такива видни изпълнители като Мита Стойчева, Вълкана Стоянова, Йовчо Караиванов и Борис Машалов и утвърждаване на народната поезия. Подпомага творческото и професионалното израстване във вещи познавачи на фолклора на млади композитори като Христо Тодоров, Стефан Кънев и други. Създател е на първия Ансамбъл за народни песни при Радио „София“ и активно съдейства за създаване на ансамблите за в Русе, Сливен, Горна Оряховица, Ямбол, Смолян и Търговище. Инициатор и организатор на първите събори-надпявания през 1960 г. и 1961 г. в с. Граматиково, Малкотърновско, а след това и в Тервел, Рожен, Копривщица, Сливен и други. Основател и главен художествен ръководител на ансамбъла за шопски народни песни и хора към Софийския окръжен народен съвет. Един от създателите на Съюза на музикалните дейци и негов дългогодишен главен секретар. От 1972 г. посвещава живота си на педагогическа дейност като директор на средното музикално училище в гр. Котел.
Умира на 10 март 1980 г.

### Творчество
Автор е на редица песни, фолклорни разработки, стотици радиопредавания по въпросите на народната музика. Изявява се като публицист и журналист – пише статии по проблемите на фолклора и средните музикални училища, очерци за народни певци, инструменталисти и певци, а също редактира и участва в издаването на сборници с народни песни. Един от създателите на Съюза на музикалните дейци и негов дългогодишен главен секретар.

### Награди
За многостранната си дейност Георги Бояджиев е награждаван с почетна значка ”Емблема на Сливен” (1962) и ордените: „Орден на труда – златен“, „Кирил и Методий – II степен“ и „Червено знаме на труда“.
Личният му архив се съхранява във фонд 950, в Централен държавен архив. Той се състои от 189 а.е. от периода 1912 – 1985 година.